# Koldo Gorostiaga
Koldo Gorostiaga Atxalandabaso (Bilbao, 30 de mayo de 1940) es un político español de ideología nacionalista vasca. Fue diputado en el Parlamento Europeo entre 1999 y 2004 en representación de Euskal Herritarrok, la plataforma electoral independentista vasca refundada posteriormente en Batasuna, actualmente ilegal por su vinculación con ETA.

## Trayectoria académica
Gorostiaga nació en Bilbao. Cursó Derecho en las universidades de Valladolid y Deusto, obteniendo la licenciatura en 1963. Se doctoró la Universidad de Barcelona con una tesis sobre Derecho del Trabajo en 1966. Ha trabajado como profesor titular en las universidades de Barcelona y Pau. También en Nantes, Burdeos y París. Es también fundador del Instituto de Derecho Cooperativo y Economía Social de la Universidad del País Vasco del que es profesor de Derecho del Trabajo.

## Trayectoria política
Gorostiaga vive desde 1974 en el País Vasco francés. Trabajó también para la Oficina Europea de Lenguas Minoritarias (1995) y fue miembro del Consejo Económico y Social de la comunidad autónoma del País Vasco. Fue el cabeza de lista de Euskal Herritarrok en las elecciones al Parlamento Europeo de 1999, consiguiendo el único eurodiputado conseguido por EH. En estas elecciones, EH obtuvo 306.923 votos (1,47%), 225.796 en el País Vasco y 45.146 en Navarra. En el Parlamento Europeo, Gorostiaga permaneció como diputado no adscrito.
En marzo de 2002, la policía francesa detuvo al entonces tesorero de Batasuna, Jon Gorrotxategi, tras pasar a Francia desde Bélgica con 200.304 euros en metálico, declarando que se trataba de fondos que Gorostiaga había recibido del Parlamento Europeo en concepto de dietas, gastos de viajes y ayudas para la contratación de ayudantes. Ante estos hechos, la Mesa del Parlamento Europeo abrió una investigación concluyendo en 2003 que Gorostiaga no había justificado de adecuadamente 176.516 euros, por lo que tenía que devolverlos. Gorostiaga devolvió 58.155 euros, pero recurrió judicialmente la decisión del Parlamento. En 2005, Tribunal de Primera Instancia de la Unión Europea rechazó el recurso de Gorostiaga. Aunque recurrió de nuevo, el Tribunal de Justicia de la Unión Europea, desestimó de nuevo el recurso (febrero de 2009) y ordenó a Gorostiaga devolver el resto del dinero. El Parlamento Europeo también votó no prorrogarle la inmunidad parlamentaria que Gorostiaga había reclamado para hacer frente al proceso judicial abierto en Francia por el caso, al haber ocurrido durante su periodo como diputado.
Tras su salida del Parlamento Europeo, Gorostiaga ha apoyado públicamente diversas iniciativas políticas del entorno de Batasuna: presentación de Herritarren Zerrenda a las elecciones al Parlamento Europeo de 2004 (la lista fue anulada en aplicación de la Ley de Partidos por constituir una continuación de Batasuna); búsqueda de apoyos para las conversaciones entre ETA y el Gobierno español entre diversas fuerzas del Parlamento Europeo (2005); la presentación de un "marco democrático para Euskal Herria" en Pamplona el 3 de marzo de 2007; o la presentación de Euskal Herriaren Alde para concurrir a las elecciones al Parlamento Europeo de 2009 en Francia.